# Crociata dei pastori nel 1251

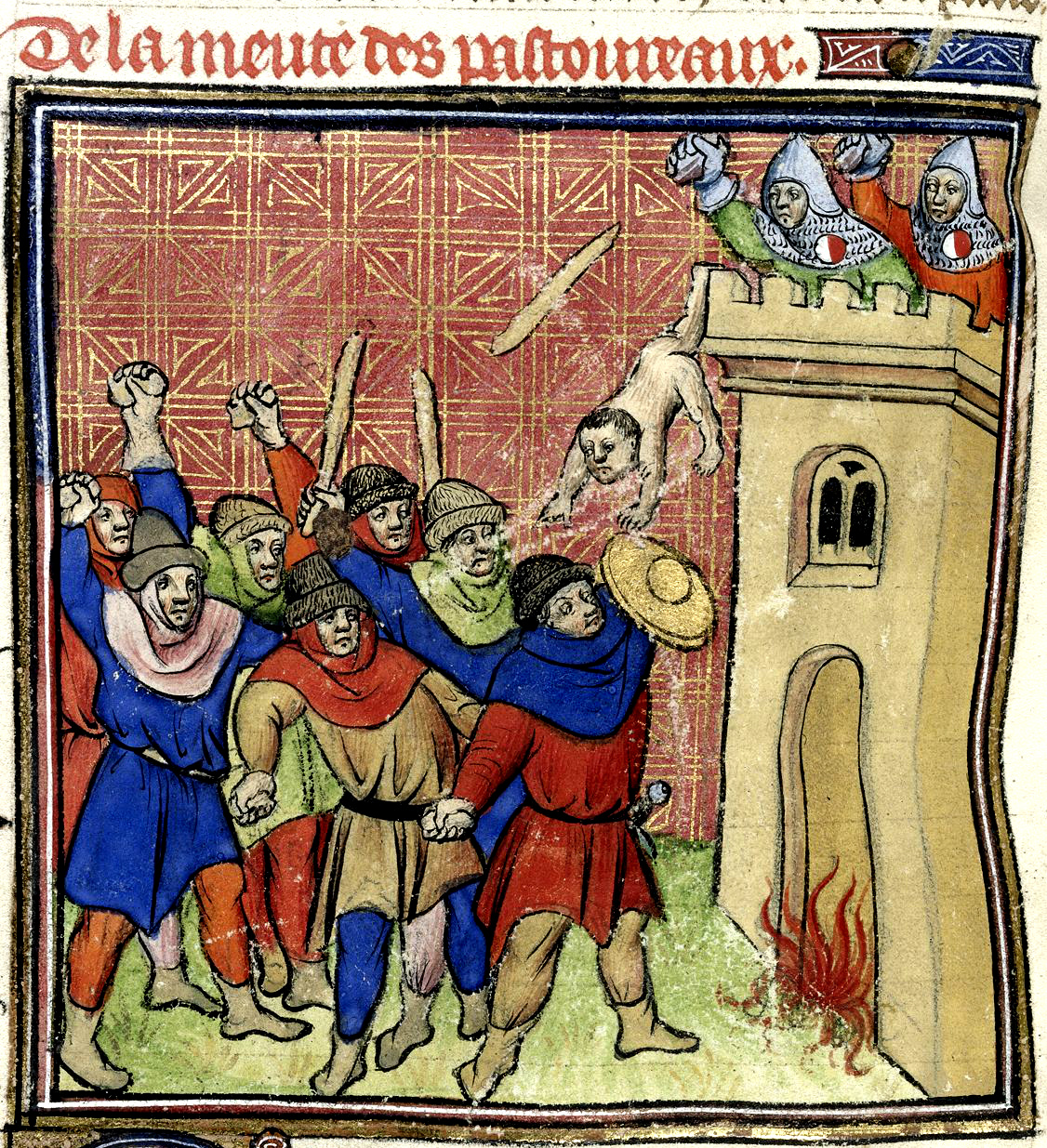
I pastoureaux massacrano 500 ebrei a Verdun-sur-Garonne.

La Crociata dei pastori nel 1251 fu una crociata popolare partita nel nord della Francia con l'obiettivo di salvare re Luigi IX impegnato in quella che è conosciuta come la settima crociata.

## Descrizione
La Settima Crociata, guidata da Luigi IX di Francia, fu diretta contro l'Egitto mamelucco. Fallito l'assedio della fortezza di al-Mansura, il sovrano francese dovette ritirarsi ma fu catturato il 6 aprile 1250 sulla via del ritorno alla base francese di Damietta, precedentemente conquistata. Quando questa notizia raggiunse la Francia l'anno successivo, sia i nobili che i contadini ne furono profondamente colpiti: il re era molto amato ed era inconcepibile che un uomo così pio potesse essere sconfitto dai "pagani". Si formò allora un movimento contadino nel nord della Francia, guidato da un uomo noto solo come il "maestro ungherese" (Maître de Hongrie)  che secondo il cronista Matteo Paris (1200 – 1259),  era un impostore, un superstite della "Crociata dei bambini", il quale proclamava di aver ricevuto dalla Vergine Maria una lettera in cui si affermava che i governanti, ricchi e orgogliosi, non potevano riprendere Gerusalemme, e che soltanto i poveri, gli umili e i pastorelli (detti nel francese dell'epoca pastoureaux) avrebbero avuto successo. In particolare lo sprezzante atteggiamento dei cavalieri nei confronti degli umili, diceva la lettera, era dispiaciuto a Dio.
L'appello a una santa Crociata dei pastori ebbe luogo a Pasqua 1251, quando migliaia di pastori e contadini francesi presero la croce, marciando verso Parigi, armati d'asce, coltelli e bastoni. In 30 000 ad Amiens, arrivarono forse in 50 000 a Parigi, dove Bianca di Castiglia, madre del re, li ricevette e, in un primo momento, li sostenne. Il movimento era però troppo pericoloso sul piano sociale e religioso per essere accettato dai governanti: esso accusava abati e prelati di cupidigia ed orgoglio.  
Vi furono diversi conflitti con il clero in diverse città: a Rouen, a Orléans, a Tours. Molti partecipanti alla crociata erano criminali e quando le città ed i villaggi non vollero più sostentarli, iniziarono a saccheggiare e distruggere comprese le chiese e i luoghi sacri. Così Papa Innocenzo IV li scomunicò e convinse la regina Bianca a mandare le truppe reali contro i crociati. In un primo momento i pastori riuscirono a scappare, arroccandosi a Bourges, dove continuarono le violenze, dirette ora verso gli ebrei, ma nei pressi di Villeneuve-sur-Cher vennero uccisi o fatti prigionieri, insieme al Maestro d'Ungheria stesso che perse la vita negli scontri che continuarono in tutta la Francia, come a Bordeaux, dove Simone V di Montfort, incaricato di combatterli, li colpì duramente . Il movimento si estese allora in Renania e nel nord Italia e le repressioni ancora più feroci continuarono tanto che solo alcuni riuscirono a scappare sino a Marsiglia, imbarcandosi per Acri, dove si unirono ai Crociati.
Liberato con un riscatto, nel 1254 re Luigi poté tornare in Francia. Al suo ritorno, convinto che il fallimento della spedizione fosse dovuto alla corruzione dei costumi del Regno, lavorò per rafforzare la sua autorità e ripristinare la morale cristiana. Decise, quindi, di punire blasfemia, gioco d'azzardo, usura e prostituzione; cercò anche di convertire gli ebrei francesi, con il convincimento o con la forza. Nel 1270 tornò in Tunisia per guidare l'ottava crociata, durante la quale morì di malattia .